# Plebicula pergrata
Plebicula pergrata är en fjärilsart som beskrevs av Szabó 1956. Plebicula pergrata ingår i släktet Plebicula och familjen juvelvingar. Inga underarter finns listade i Catalogue of Life.